# Ширли, Вашингтон, 2-й граф Феррерс
Вашингтон Ширли, 2-й граф Феррерс (англ. Washington Shirley, 2nd Earl Ferrers; 22 июня 1677 — 14 апреля 1729) — британский дворянин и военный. Он был известен как Достопочтенный Вашингтон Шарли с 1711 по 1714 год и виконт Тамуорт с 1714 по 1717 год.

## Биография
Родился 22 июня 1677 года. Второй сын Роберта Ширли, 1-го графа Феррерса (1650—1717), и его первой жены Элизабет Вашингтон (1655—1693). С 1693 года он учился в Тринити-колледже в Оксфорде.
С 1697 года — прапорщик Колдстримской гвардии. После 1702 года Вашингтон Ширли покинул военную службу . С 1713 по 1715 год он заседал в Ирландской палате общин от Фора.
После смерти своего племянника Роберта Ширли, виконта Тамуорта (1692—1714), в 1714 году, он принял этот титул как наследник своего отца. Он унаследовал титул 2-го графа Феррерса в 1717 году, но поместья значительно уменьшились из-за наследства его мачехи и завещаний его родными братьям и сводным братьям.
Около 1704 года он женился на Мэри Левинг (? — январь 1740), дочери сэра Ричарда Левинга, 1-го баронета (1656—1724), и его первой жены Мэри Корбин. У супругов было три дочери:
- Леди Элизабет Ширли (1704 — 17 августа 1734), в 1725 году она вышла замуж за Джозефа Гаскойна Найтингейла[англ.].
- Леди Селина Ширли (1707 — 17 июня 1791), в 1728 году она вышла замуж за Теофила Гастингса, 9-го графа Хантингдона.
- Леди Мэри Ширли (25 сентября 1712 — 12 августа 1784), в 1730 году она вышла замуж за Томаса Нидэма, 9-го виконта Килмори.

Назначенный лордом-лейтенантом Стаффордшира в 1725 году, он умер в 1729 году. Графство из-за отсутствия потомства мужского пола перешло к его сумасшедшему младшему брату Генри Ширли.